# Dělovina

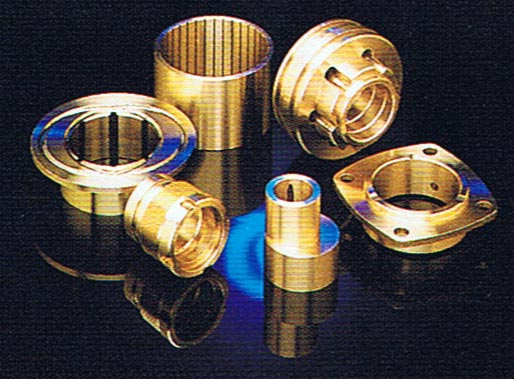
Předměty z děloviny

Dělovina je stejně jako zvonovina bronzový kov, ovšem o něco měkčí, neboť obsahuje jen asi 10 % cínu a 90 % mědi.
Slitina mědi s cínem, zinkem a olovem se díky svému snadnému odlévání i dobré pevnosti a odolnosti proti korozi používá nejméně 2000 let. Prvotní použití bylo pro brože, zrcadla a sochy, použití pro kanóny vedlo ve středověku k přijetí termínu "dělovina".
Termín dělovina se používá pro rodinu odlévaných slitin na bázi mědi, obsahujících mezi 2–11 % cínu a 1–10 % zinku. Modifikované formy mohou dále obsahovat takové prvky, jako je olovo (až 7 %) a nikl (až 6 %), takže jsou klasifikovány jako „olovnatá dělovina“ a „niklová dělovina“ (také niklový červený bronz).
Děloviny jsou proslulé vhodností po výrobu složitých odlitků, která vyžadují tlakovou těsnost, jako jsou ventily, tvarovky (fitinky) a čerpadla.
Využívají se také často pro ložiska s mírným zatížením a rychlostí. Velmi často se používají pro odlévání soch.